# Anodoration tantillum
Anodoration tantillum är en spindelart som först beskrevs av Alfred Frank Millidge 1991.  Anodoration tantillum ingår i släktet Anodoration och familjen täckvävarspindlar. Inga underarter finns listade i Catalogue of Life.